# صورة إعلامية
الصورة الإعلامية (بالإنجليزية: Informative image) تعد الصورة الإعلامية أداة أو طريقة ثرية لنقل المعلومات والآراء وفقا لكل من الوسيلة وسياستها الإعلامية والغرض الذي استخدمت فيه، والصورة هي عملية معرفية نسبية ذات أصول ثقافية، تقوم على إدراك الأفراد الانتقالي المباشر وغير المباشر، لخصائص وسمات موضوع ما (مؤسسة، شركة، فرد، جماعة أو مجتمع) وتكوين اتجاهات عاطفية نحوه (إيجابية أو سلبية) وما ينتج عن ذلك من توجهات سلوكية (ظاهرة - باطنة) في إطار مجتمع معين، وقد تأخذ هذه المدركات والاتجاهات شكلا ثابتا أو غير ثابت، دقيقا أو غير دقيق.
ووسائل الإعلام من خلال الصورة الإعلامية التي تقدمها تقوم بدور كبير في مجال صنع وترويج الصورة الذهنية وتضخيم هذه الصورة المنطبعة لدى جماهيرها، وطبعها بقوة في أذهانهم إلى الحد الذي يشعر فيه المتلقي بأنه التقى فعلا الشخصيات التي تتناولها وسائل الإعلام.
وفي حين اهتمت الدراسات الإعلامية الأمريكية بموضوع الصورة النمطية المقولبة وحاولت استكشافها وفق قيم ومفاهيم حضارية معينة في ضوء علم النفس والاجتماع والإعلام والتاريخ والأدب، فإن المدرسة العربية لم تستقر الآن على ترجمة مصطلح "Stereotype"، حيث يلجأ بعض الباحثين إلى استخدام كلمة «الصورة النمطية» ويفضل فريق آخر استخدام «الصورة المنطبعة» ويرى فريق ثالث أن كلمة «الصورة المقولبة» هي أدق تعبير عن المراد.
تمارس وسائل الإعلام الجماهيري وظيفتها الأساسية، الإخبار، بمعية التفسير للأحداث. ولذلك، فهي تؤثر في تشكيل اتجاهات الجمهور وميولاتهم وسلوكياتهم من تعصب أو نفور أو إعجاب أو لامبالاة من هنا تأتي خطورة الصورة الإعلامية ودورها في صياغة الصور الذهنية لجمهور المشاهدين إذ قد تكون هذه الصور ناقصة أو مشوهة أو تابعة لأجندة الدولة الراعية لتلك الصورة والتي تستخدمها كأداة من أدوات إدارة الصراع مع دولة أخرى أو مجموعة ثقافية أخرى بمسمياتها المتعددة: عرقية وطائفية ولغوية وغيرها.
هنا، ينبغي التدقيق في الفروقات بين أنواع الصور الثلاث الكبرى درءً لكل التباس وتداخل بينهما. وعليه، فالجواب عن سؤال «الجدوى» متغير من نوع إلى نوع. فبينما الصورة الإخبارية «أداتية» بحكم كونها وسيلة للوصول إلى مضمون، تبقى الصورة الإعلامية «غائية» فكل المادة المعروضة غرضها هو «تسويق هذه الصورة النمطية عن جهة ما» بينما تبدو الصورة الجمالية متفردة بحكم كونها هي الغاية وهي الأداة إذ أن الصورة الجمالية لا تحيل إلا على ذاتها.
المميز الثاني بين الأنواع الصورية الثلاث هو نوعية الرسالة، وخصوصية سؤال «النوع». فرسالة الصورة الجمالية «تعبيرية» ورسالة الصورة الإعلامية «دعائية» ورسالة الصورة الإخبارية «إعلامية» صرفة.

## مفهوم الصورة الإعلامية
يعد مفهوم الصورة الإعلامية من أبرز المفاهيم الحديثة المرتبطة بالدراسات الثقافية بوجه عام، والتي تفسر دور وسائل الإعلام في تشكيل صور الجماعات الاجتماعية والمؤسسات المختلفة، حيث تقدم هذه الصورة معاني كثيرة متضمنة تكتسب مغزاها ليس فقط من كونها تمثيلا مباشرا للواقع وإنما باعتبارها بناء أو إعادة تصور للواقع أو بعض من جوانبه.
ويلاحظ أن الدراسات الإعلامية العربية التي تناولت الصورة الإعلامية بالتحليل لم تتناول الصورة الإعلامية للصحفي، فتناولت الصورة الإعلامية للدول والشخصيات السياسية وبعض فئات المجتمع مثل صورة المعلم، على الرغم من أهمية دراسة صورة الصحفي حيث أنه القائم بالإتصال والذي يقف وراء المحتوى الإعلامي المقدم الجمهور، وبالتالي فإنه يساهم في تكوين العديد من الصور لدى الجمهور.
وعملية تكوين الصورة تقوم على تفاعل كل ما يحتفظ به الفرد من معارف ومعلومات وخبرات واتجاهات وأفكار مستمدة من البيت والمدرسة والبيئة التي تحيط بالفرد منذ الطفولة حتى مماته، ويأتي في مقدمة المؤثرات في عصرنا الحالي وسائل الاتصال الجماهيرية، وبهذا تكون الصورة التي يكونها الفرد تأليفا صناعيا للواقع، وهي لذلك تتمتع بقدر كبير من الذاتية، ومن الطبيعي أن يتمسك بها الإنسان تمسكا شديدا ويعتقد في صحتها ويدافع عنها، وتصبح جزءا من ثقافته وتكوينه العقلي فيما بعد.
ويستمد صناع المضمون الإعلامي من الحياة الواقعية بعض التجارب والمفاهيم التي تستخدم في صنع صورة أطلقوا عليها «الواقعية الإعلامية المصنوعة» التي تميل إلى أن تكون أكثر كثافة وبريقا وعنفا من الحياة الواقعية، مما يجذب الجمهور إليها.
وعلى الرغم من أن هذه الواقعية المصطنعة مستمدة من الحياة الواقعية- والواقعية الإعلامية هي تلك التي نقرؤها في الصحف والمجلات ونستمع إليها في الإذاعة ونشاهدها في التليفزيون، فإن هناك اختلافات جمة بين الاثنتين فتلك الواقعية الإعلامية المصنوعة تميل أكثر إلى أن تكون أكثر كثافة، وأكثر بريقا، وأكثر عنفا من الحياة الواقعية، والذي يجذب الجمهور إليها هو أنها أكبر من الحياة الواقعية وأعظم، فالحياة الواقعية لا يمكن أن ترقی إلى مستوى البهاء والرونق الذي يقدم به العالم من خلال الواقعية الإعلامية التي يمكن أن نطلق عليها «الصورة الإعلامية».
وفي ذلك السياق يشير "Brainstoni Staffortl 2004" إلى مفهوم الصورة الإعلامية باعتباره مفهوما دالا على الطريقة التي تقدم بها وسائل الإعلام بعض الأحداث، القصص أو الشخصيات، إلخ، بشكل متكرر ودائم بحيث تميل إلى تهميش أو حتى استبعاد بعض الفئات في مقابل التركيز على فئات أخرى أو سلوكيات بعينها وهي بذلك تنحو أو تميل إلى إدراك هذه الجماعات أو السلوكيات في فئات غير مألوفة "unfamiliar Categories" لدى باقي أفراد المجتمع أو آنها حتى قد تصورها باعتبارها مصدرا للخطر أو التهديد".
ومن ثم يشير Button 2000م إلى أن هذه السمة تجعلها خاضعة بالتالي لعمليات الإدراك الاجتماعي، وبالتالي يرتبط فهمنا وإدراكنا للآخرين في المجتمع بميولنا وانحيازنا نحو وضعهم في فئات اجتماعية معينة بالإضافة إلى إصدار الأحكام المختلفة حول مظهر هذه الجماعات وسلوكياتها، فلقد أصبح من الصعب الآن الفصل بين ما يحدث في الواقع وما نشاهده ونستخدمه في وسائل الإعلام فلا نستطيع أن نفهم من يؤثر على الآخر؟ هل الإعلام يأخذ من الواقع؟ أم أن الجمهور بأخذ من وسائل الإعلام ويقلد ويحاكي؟ وإذا افترضنا تبادلية العلاقة بين الطرفين فإنه من الصعب الوصول إلى فكرة الواقع الحقيقي النقي بعيدا عن تشوهات النقل والتقليد.
وتقدم الصورة الإعلامية بذلك مؤشرات أعمق وأشمل من مفهوم الصورة الذهنية أو الصورة النمطية "Stereo type"، حيث يتم من خلالها وصف ما هو أبعد من مجرد المظهر الخارجي إلى الوقوف على المعاني، والقيم التي تقف وراء هذه الصور، ومن ثم فإن المظهر الخارجي أو المائي لا يتعدى كونه مجرد عباءة أو قناع يخفي وراءه الأشكال الحقيقية، والنماذج الصادقة والأيديولوجيات التي تقف وراء رسم صورة بعينها لجماعة اجتماعية معينة في المجتمع أو مؤسسة من مؤسساته.
وتعني الصورة الإعلامية أساسا بالطابع الرمزي وتشير هذه السمة إلى إمكانية النظر إليها باعتبارها إشارات ودلالات ورموزا "Codes" يتم توظيفها لفهم المغزى والدلالة الاجتماعية التي تقدمها وسائل الإعلام للفئات والجماعات الاجتماعية المختلفة، ولذلك فإنه يجب على القائمين بإنتاج أي عمل إعلامي عن مهنة أو جماعة ما، دراسة واقع هذه الجماعة لتحديد كيف سيتم تصويرها، وما الإضافات التي سيضيفها النص الإعلامي، وما تبريرات القائمين على العمل عن إحداث أي تغيير أو تشويه في صورة هذه الجماعة، وهو ما أدى إلى ظهور مصطلح جديد هو «عبء الصورة الإعلامية»، حيث يقع عبء إنتاج الصورة الإعلامية التي ستصل إلى الجمهور على عاتق القائمين على إنتاج هذه الصورة.

## تعريفات الصورة الإعلامية
هناك مجالات عديدة لتأثير الصورة التي تعرضها وسائل الإعلام على الصورة السياسية للدول، لما لها من تأثير في صنع السياسة الخارجية، وأكد Coplin أن الصورة الذهنية تؤدي دورا مهما في السياسة الخارجية، فقد اعتقد أن تلك الصور تستخدم بوصفها أدوات لتأييد وتفسير الأمور السياسية وتوجيه سلوك الدول.
ويعرف مصطلح الصورة الإعلامية بأنه: «مجموعة من السمات التي ترسمها وسائل الإعلام لدولة من الدول من خلال ما تقدمه من مضمون يتناول الحياة في هذه الدولة».
ويرى الدكتور أشرف عبد المغيث أن الصورة الإعلامية: صورة مصنعة تتضمن عمليات تكنولوجية معقدة في تأثيرها على نظام ثقافي معقد لصناعة رموز الرسالة الإعلامية وتظهر هذه العملية الصناعية بوصفها أحد مخرجات المضامين الإعلامية كالأخبار عن الأحداث الجارية، والمواد الترفيهية كالدراما، والأفلام التسجيلية، وغيرها من المضامين الإعلامية".
ويعرف شادن نصير الصورة الإعلامية بأنها: "مجموعة السمات والخصائص التي ترسمها وسائل الإعلام للأفراد والجماعات والشعوب والأحداث والقضايا، بفضل ما تقدمه من معالجات إعلامية مختلفة تعكس رؤية النخبة الإعلامية القائمة على شأن وسائل الإعلام ولا تعكس بالضرورة رؤية جماهيرية لهذه الخصائص والسمات، ومن ثم فقد تتسم هذه الرؤية بالموضوعية ومبادئ المسؤولية الإعلامية وتقدم صورة موضوعية، وقد تتسم بالتحيز وعدم المصداقية نتيجة تأثيرها بتدخل جماعات الضغط والمصلحة".
أما الدكتور أيمن أبو نقيرة فيعرفها بأنها: الإطار الذي تقدم به وسائل الإعلام صياغة الواقع وتشكيل ملامحه (الدول، الشعوب، الأشخاص، القضايا، الأشياء، المهن، وغيرها) وفقأ تصورات تلك الوسائل أو القائمين بالاتصال، إسهاما منها في تشكيل الصورة الذهنية للجمهور عن ذلك الواقع، يغض النظر عن مدى اقتراب تلك الصورة المصنعة أو ابتعادها عن حقيقة الواقع الذي تصوره".
كما أن الصورة الإعلامية تتعلق بما يسمى (الواقعية المصنوعة) وهي تلك التي نقرأها في الصحف، ونستمع إليها في الإذاعة، ونشاهدها في التلفاز، وهذه الواقعية المصطنعة برغم أنها مستمدة من الحياة الواقعية إلا أنها تختلف عنها، فالواقعية الإعلامية المصنوعة تميل إلى أن تكون أكثر مرحا وبريقا، وأكثر كثافة وعنفا من الحياة الواقعية.
ومن تعريفات الصورة الإعلامية: يشير Giles & Middleton 1999م، إلى أن الصورة الإعلامية ما هي إلا واحدة من الوسائل أو الممارسات الضرورية والمهمة التي تضفي بدورها معنی ودلالة على الأحداث أو الفئات الاجتماعية، «مثل الصحفيين». فالصورة الإعلامية كما ذكر Hartley 2002م هي النموذج المجسم الناتج عن المعاني المجردة التي تنقلها وسائل الإعلام، وتذهب الصورة الإعلامية إلى ما هو أبعد من ذلك حيث تصل إلى التعبير عن أيديولوجية المجتمع السائدة وثقافته الشائعة وتصوراته حول النوع الاجتماعي، والهوية الاجتماعية والثقافية، والعمر، والطبقة الاجتماعية... إلخ.
وطالما كانت الصور الإعلامية تتضمن حتما عملية الاختيار من بين العديد من الإشارات والانتقاء بين الرموز والصور المختلفة التي تبرز وتظهر دون غيرها من الدلالات الأخرى، فإنه ينبغي التركيز على تلك الصور والمفاهيم التي يعاد تصويرها من خلال هذه الوسائل سواء في نشرات الأخبار، أم الأفلام، أم المسلسلات... إلخ.
وأضاف "stuant Hall" بعدا جديدا من خلال النظر إلى الصورة الإعلامية لا باعتبارها انعكاسا للواقع فقط ولكن باعتبارها مؤسسا أو مكمما يؤثر على المشاهد في حد ذاته، فعندما تنقل الأخبار محادثات بين رئيسي دولتين فإن الخبر أو النقل للخبر في التليفزيون أصبح قائما بذاته يتضمن جزءا من الواقع وليس كله لأنه اختار جوانب محدودة لنقلها، وجوانب أخرى لم ينقلها كما لم ينقل الحدث نفسه ولم ينقل الخلفيات، إذن نحن نتعامل مع مادة جديدة تأخذ جزءا من الواقع وتضفي عليه شيئا جديدا فهي مكون جديد له تأثير على المشاهد.